# Geo Milev
Geo Milev, bulharsky Гео Милев, původním jménem Georgi Kasabov Milev, bulharsky Георги Касабов Милев, (15. ledna 1895 Radnevo – 15. květnu 1925 Sofia) byl bulharský básník, literární kritik, novinář a výtvarník. Je považován za nejvýznamnějšího představitele expresionismu v bulharské literatuře.

## Životopis
Studoval v Sofii a Lipsku, habilitoval se prací o Richardu Dehmelovi. Právě v Lipsku se seznámil s expresionismem. Ztratil 29. dubna 1917 oko ve válce do níž narukoval roku 1916, léčil se v Berlíně, kde začal spolupracovat s časopisem Aktion. Po návratu do Sofie založil časopis Váhy, baštu bulharského modernismu. Roku 1922 vstoupil do Komunistické strany.
Spolu s dalšími komunisty byl v květnu 1925 souzen za údajnou účast na teroristickém útoku na kostel v Sofii. Byl odsouzen k ročnímu vězení a pokutě, ale hned následující den po rozsudku byl během „krátkého výslechu“ uškrcen a pohřben v masovém hrobě spolu s dalšími oběťmi. Tento hrob byl nalezen v padesátých letech během stavby přehrady; Milevovo tělo bylo identifikováno díky skleněnému oku (jež během života zakrýval zvláštním účesem).
Kromě poezie se věnoval psaní lyrických próz, ovšem zároveň je autorem několika revolučně laděných poém jako jsou: Září (1924), expresionistické Peklo (1912) a Den hněvu (posmrtně 1933). Ke známějším také patří jeho próza Expresionistický kalendář (1921).
Český výbor má název Den hněvu a vydal jej Odeon roku 1973.

## Fotogalerie

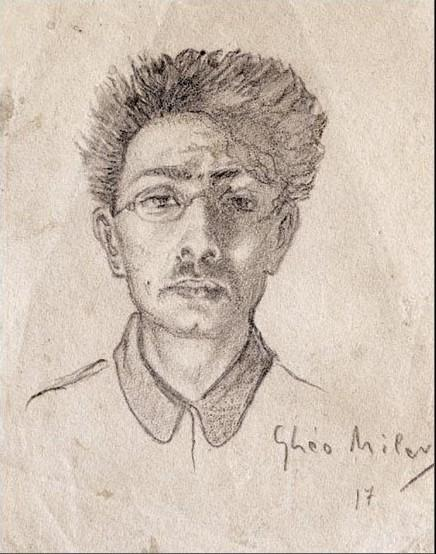
Geo Milev (Autoportrét, 1917)
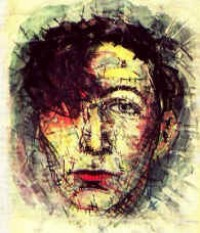
Geo Milev (Autoportrét, 1918)
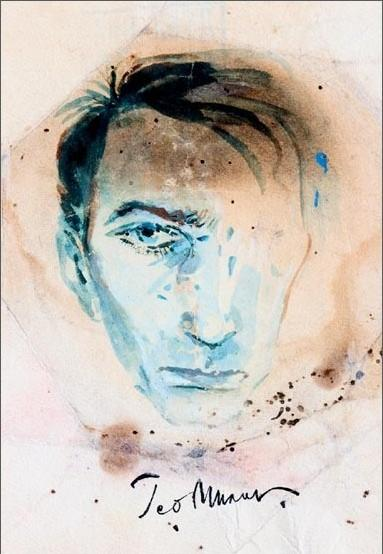
Geo Milev (Autoportrét, nedatováno)
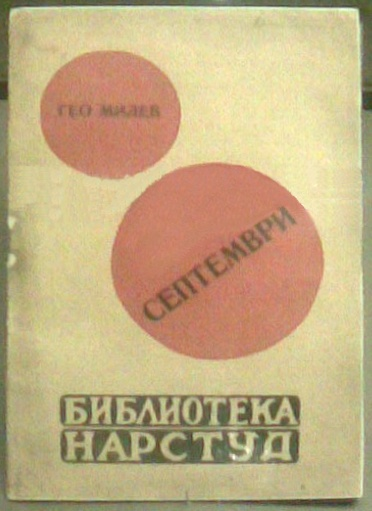
Dílo G. Mileva – Září